# Fritz Tillmann (Theologe)
Fritz Tillmann (* 1. November 1874 in Honnef; † 24. März 1953 in Honnef-Rhöndorf) war ein deutscher katholischer Theologe.

## Leben

Eingangsseite des 1924 eröffneten Tillmanneum in Bonn, Lennéstraße 26

Fritz Tillmann wurde 1898 zum Priester geweiht und war anschließend Studentenseelsorger in Bonn. 1908 habilitierte er sich und lehrte von 1913 bis 1939 als Professor für katholische Moraltheologie; seine Habilitation war eigentlich für Neues Testament gewesen. Tillmanns fachlicher Ansatz blieb seinen biblischen Anfängen treu, indem er die Moraltheologie als die Lehre der Nachfolge Christi verstand; dabei war die Rückbindung der Moral an die Bibel unverzichtbar.   
In den Jahren 1919 bis 1921 war er Rektor der Universität Bonn, ab 1923 Vorsitzender des Vereins Studentenwohl Bonn e. V., dem Vorläufer des Studentenwerks Bonn. Auf seine Initiative hin entstand das Tillmanneum, das erste deutsche Studentenhaus mit Mensa, Burse, Druckerei, Lese- und Gesellschaftsräumen, welches am 25. Oktober 1924 eingeweiht wurde.
Ab 1928 gehörte er zum Vorstand des Deutschen Studentenwerks. Außerdem war er maßgebend an der Gründung des Hochschulverbands beteiligt, dessen Vorsitz er 1929 bis 1933 innehatte. 1935 gab er das mehrbändige Werk Handbuch der katholischen Sittenlehre heraus. „Durch seine Schriften trug Tillmann wesentlich dazu bei, die kirchliche Morallehre zu reformieren.“
Tillmann war Mitglied der Zentrumspartei, der katholischen Studentenverbindungen KDStV Bavaria Bonn (ab 1901), KDStV Ripuaria Bonn, KDStV Borusso-Westfalia Bonn, alle drei im CV, und KDB Winfridia Bonn im RKDB.
Tillmann lebte in den letzten Jahrzehnten seines Lebens in Honnef. Beigesetzt wurde er auf dem Rhöndorfer Waldfriedhof.

## Ehrungen

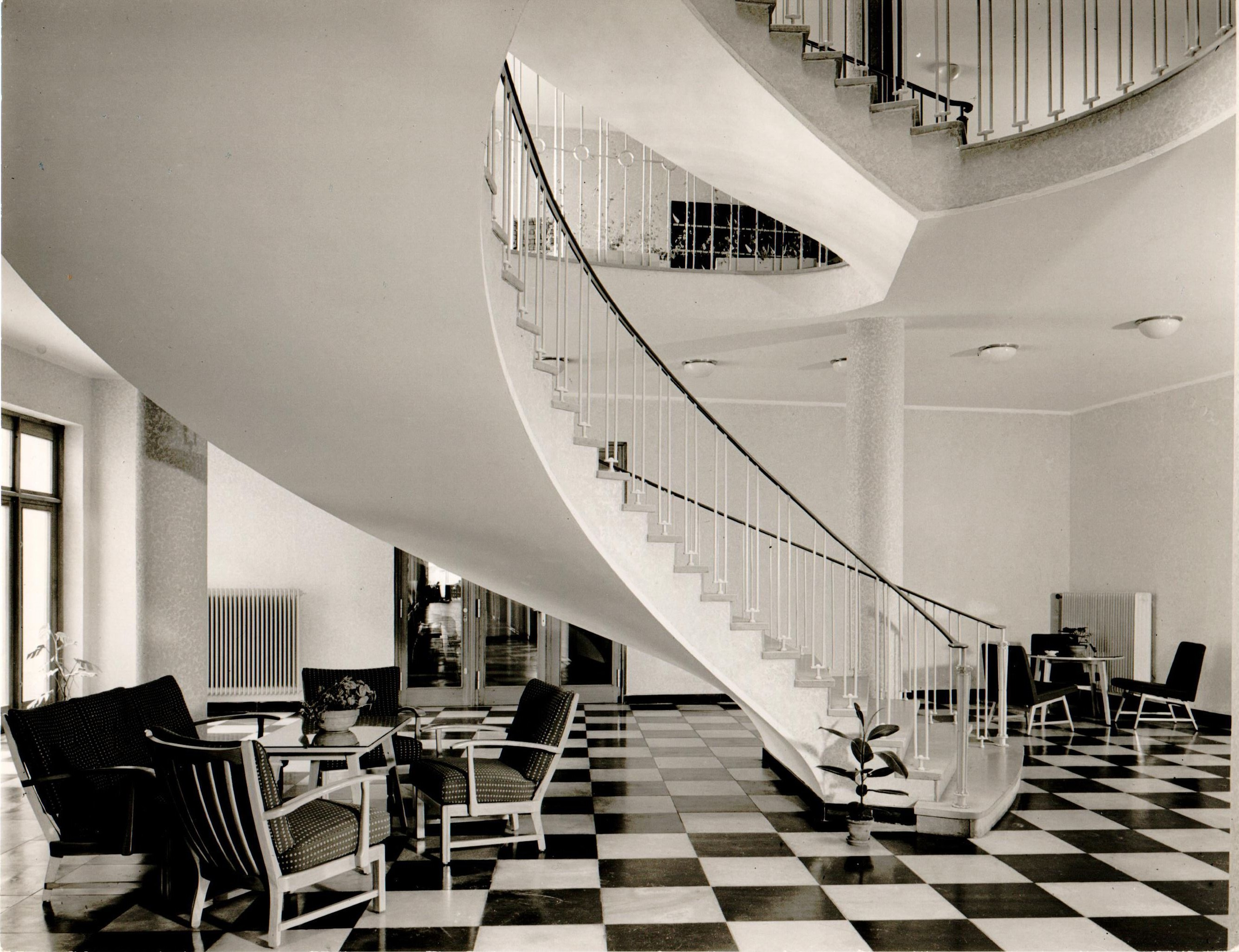
Eingangsfoyer des Tillmannhauses in typischer Architektur der 1950er

Bereits zu Tillmanns Lebzeiten wurde das am 8. Mai 1952 feierlich eröffnete erste Studentenwohnheim des Bonner Studentenwerks in der Lennéstraße 26–28 nach ihm benannt. Erster Heimleiter war der Botanik-Professor Maximilian Steiner. Das Heim trug den Namen Tillmannhaus über Jahrzehnte bis zu seiner letzten Nutzung als „Dormitory“ für ausländische Studierende; erst im Zuge der aktuellen Umgestaltung des Karrees Lenné-/Nasse-/Kaiserstraße wird es nun (Stand: 2021) abgerissen und durch einen Neubau ersetzt.
Kurz nach Tillmanns Tod beschloss der Bonner Stadtrat am 1. März 1956, in der Bonner Südstadt die genau zwischen Tillmann-Haus und Universitäts-Hauptgebäude gelegene bisherige Hofgartenstraße in Fritz-Tillmann-Straße umzubenennen. Diesen Namen trägt sie noch heute.

## Schriften (Auswahl)
- Handbuch der Katholischen Sittenlehre. Mosella-Verlag, Düsseldorf 1934 (erschienen in zahlreichen Auflagen und Übersetzungen, siehe die Weblinks).
- Der Meister ruft. Patmos-Verlag, Düsseldorf, 2., verbesserte Aufl. 1948.
  - The Master calls. A handbook of Christian living. Burns & Oates, London 1962.